# Casa Lonja de Alzola

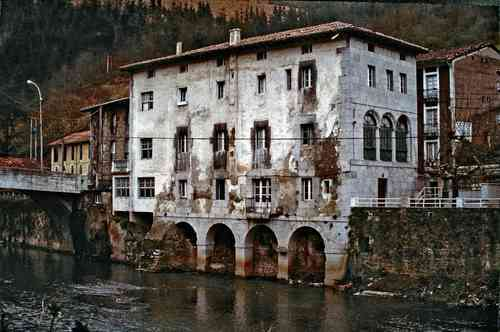
Albizkua (Naparkua / lonja de Alzola)

La casa Lonja de Alzola está situada en el barrio de Alazola de la localidad guipuzcoana de Elgóibar, en el País Vasco, España. Se ubica junto al puente que cruza el río Deva, en la carretera N-634 que discurre en la localidad de  Deva y el núcleo principal de Elgóibar, es la antigua casa de aduanas vinculada al comercio del hierro. 
El edificio presenta fachada principal aparejada en sillería en la que destaca una solana formada por tres arcos de medio punto que se apean en columnas clásicas. En la fachada lateral izquierda, sobre el río, se observan como elementos de interés cuatro huecos en arco de medio punto sobre pilares.